# 油田化学

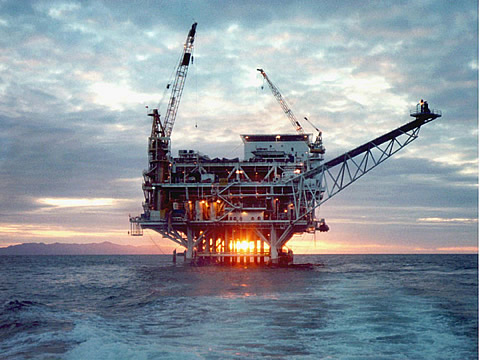
海上油井

在石油工业中通常将油气田钻探、开采和集输过程中应用化学剂和化学方法的科学技术称为油田化学（英語：Oilfield chemistry）。
油田化学主要包括：
1. 钻井液、完井液的处理剂及应用技术
2. 酸化液和压裂液的添加剂及其应用技术
3. 注入水和油田污水处理剂及水处理技术
4. 化学堵水剂和调剖剂及其应用技术
5. 化学固砂剂及其应用技术
6. 三次采油化学剂及技术
7. 油气集输过程中的化学处理剂及技术
8. 钻、采、输过程中的化学防腐蚀技术
9. 油气层损害的化学防治技术
10. 油田化学剂的研制及合成方法、分析、检验与评定等